# Titularbistum Abernethia
Abernethia ist ein Titularbistum der römisch-katholischen Kirche. 
Es geht zurück auf ein ehemaliges Bistum in Perthshire (Schottland).
| Titularbischöfe von Abernethia |                    |                               |                   |              |
| Nr.                            | Name               | Amt                           | von               | bis          |
| 1                              | Władysław Bobowski | Weihbischof in Tarnów (Polen) | 23. Dezember 1974 | 8. Juli 2025 |